# Ассани, Билал
Била́л Ассани́ (фр. Bilal Hassani, род. 9 сентября 1999, Париж, Франция) — французский певец и видеоблогер марокканского происхождения.
Широкую известность приобрел благодаря своим видео и музыке, публикуя их на своем YouTube-канале.
Представитель Франции на Евровидении-2019.

## Биография
Билал Ассани родился 9 сентября 1999 года в Париже, Франция. Этнический марокканец, его мать получила французское гражданство, а его отец, живущий в Сингапуре, — подданный Марокко. Оба родителя родились в Касабланке. У него есть старший брат Таха, родившийся в 1995 году.
С самого детства Билал начал заниматься музыкой, он научился играть на фортепиано. Как он сам рассказывал в своём интервью, он пел каждый день и был большим поклонником Евровидения.
В 2015 году выпустил первое видео на своём канале.
В 2017 году он окончил лицей с литературным уклоном.
В 2019 году Билал стал участником Евровидения, представляя на нём Францию. Он занял 16 место. Так же в 2019 году он выпустил свой первым альбом «Kingdom», состоящий из 15 композиций. В этом же году он выпустил переиздание своего альбома под названием «Kingdom Réédition»,
В которое вошли 15 песен из первого альбома и ещё 6 новых песен. В апреле 2020 года вышла его очень успешная песня «Fais le vide». В июле 2020 года Билал анонсировал выход своего нового альбома «Contre Soirée», который должен выйти этой же осенью.
31 июля также вышел его новый сингл «Dead Bae».

## Путь на Евровидение. Destination Eurovision
В 2015 году мальчик участвовал в вокальном телевизионном шоу 2 сезона «The Voice Kids» во Франции, исполняя песню «Rise Like a Phoenix» Кончиты Вурст. Билал попал в команду известного певца и композитора Патрика Фьори. Юный артист покинул проект после баттлов.
В декабре 2018 года телеканал France 2 объявил участников национального отбора «Destination Eurovision», где в списках также высветилось имя Билала Ассани. 20 декабря был представлен отрывок конкурсной песни «Roi» -«Король». Она была написана дуэтом, который представлял Францию на песенном конкурсе «Евровидение 2018» в столице Португалии, Лиссабон, Madame Monsieur с песней «Mercy». 4 января 2019 «Roi» стала доступной во всех музыкальных платформах. Lyrics Video достигает почти 5 млн просмотров.
12 января прошел первый полуфинал национального отбора, где Билал занял первое место набрав по жюри 58 баллов из 60 и по зрителям 57 баллов (Лучший результат за два полуфинала).
26 января Билал выступил в финале «Destination Eurovision», в результате он занял первое место из восьми, набрав 50 баллов от жюри и 150 от зрителей.
Ему выпала честь представлять Францию в финале Евровидения-2019 в израильском Тель-Авиве, которое прошло 18 мая.

## Личная жизнь
23 июня 2017 года Билал публично объявил о своей гомосексуальности в социальных сетях за день до того, как отправился на «Парижский гей-парад». С 2022 года Билал идентифицирует себя как гендерквир и использует местоимения он/она.
Начиная с декабря 2018 года, Билал стал жертвой киберпреступлений и подвергался расистским и гомофобным атакам и угрозам смерти . После этого организации «Urgence Homophobie» и «Stop Homophobie» объединили свои усилия, чтобы подать в суд на всех, кто оскорблял, подвергал дискриминации или угрожал ему в социальных сетях. По данным, на 27 января 2019 года обе организации уже определили 1500 оскорбительных, дискриминационных или ненавистных комментариев, из-за его сексуальной ориентации и внешнего вида. Ассани подал жалобы на киберпреступников, которых могут осудить с этими судебными исками составленными организациями «Urgence Homophobie» и «Stop Homophobie», сославшись на «оскорбления, разжигание ненависти, насилия и угрозы гомофобии».
В 2019 году показал своего парня на интервью французскому журналу «Gala».
В конце того же года расстался со своим парнем.
21 апреля 2021 года объявил о своём новом возлюбленном Кассеме в своём instagram.

## Дискография

### Синглы
- 2016 — Wanna Be
- 2017 — Follow Me
- 2017 — House Down
- 2018 — Shadows
- 2018 — Heaven with You
- 2019 — Fais beleck
- 2019 — Jaloux
- 2019 — Roi (Destination Eurovision 2019)
- 2020 — Fais le vide
- 2020 — Dead Bae
- 2020 — Tom
- 2021 — Lights Off

В альбом «Kingdom Réédition» входят следующие песни:
Welcome to my kingdom, Panic, Roi, Poison, Jaloux, Qui Cala?, Fais Beleck, The Flow, Boom X3, Basic, Dans mon seum, Famous, Over You, O.N.C, You Should Have Let Me Love You, Je danse encore, Monarchie absolue (feat Alkpote), Ego, Les gens heureux (feat Madame Monsieur), Bruits des coloir, J’ai pas les mots.
Новые синглы, выпущенные в 2020 — Fais le vide, Dead Bae, Tom.
6 ноября 2020 года вышел альбом Contre Soirée, в который входят 12 треков и ремикс Flash (Just Dance Version) .
21 мая 2021 вышел первый сингл Lights Off из предстоящего альбома.